# جيولوجيا ايرلندا

خريطة جيولوجية للصخور الأساسية في أيرلندا.

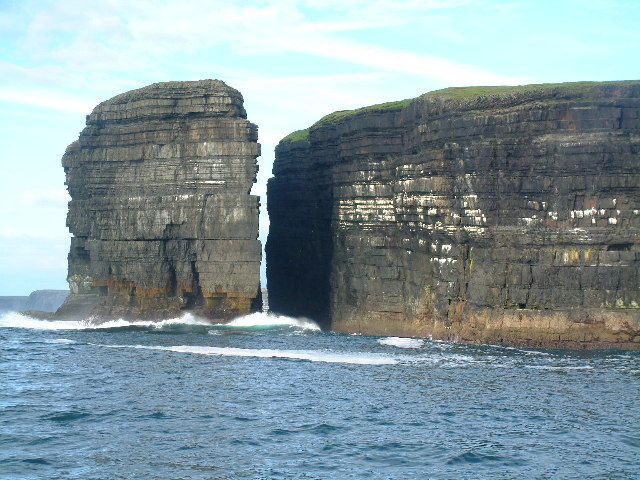
طبقات الصخور الرسوبية من العصر الكربوني العلوي (الناموريان)، لوب هيد ، مقاطعة كلير

جيولوجية أيرلندا أو جيولوجيا أيرلندا هي دراسة أصول الجوانب الجيولوجية التكوينية الصخرية لجزيرة أيرلندا التي تتمتَّع بخصائص جيولوجية متنوِّعة مثل الأعمدة البازلتية والمنحدرات الدرامية بالمقارنة مع مساحتها الصغيرة البالغة حوالى 70 ألف كيلو متر مربع، وتفيد الدراسات العلمية التي أُجريت على الصفائح التكتونية لجزيرة أيرلندا أنها كانت تتمتَّع في الماضي ببيئة مختلفة تماماً، فقبل ملايين السنين كانت أراضي أيرلندا منقسمة على قارتين تعرفان باسم لورينتيا وجوندوانا، وكان يفصل بينهما محيط يسمى إيابيتوس.
وتحتوي جزيرة أيرلندا على صخور من العصر المُبكِّر إلى العصر الهولوسيني، وتُمثِّل مجموعة كبيرة ومتنوعة من أنواع الصخور المختلفة. وقد أُدرجت الأعمدة البازلتية في ممر العمالقة مع أقسام ذات أهمية جيولوجية من الساحل الشمالي الشرقي لجزيرة أيرلندا كموقع للتراث العالمي.